# Television (musikgrupp)

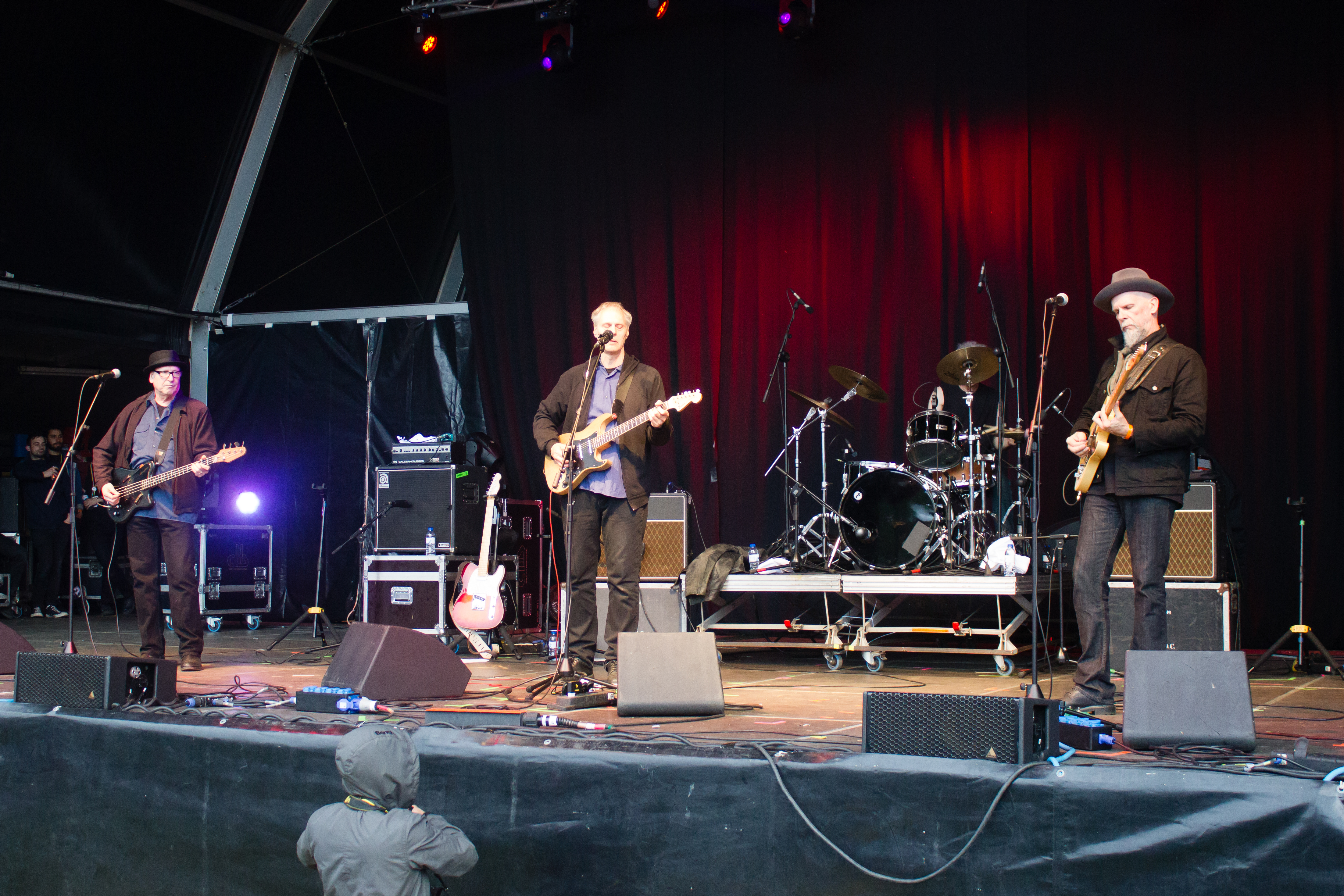
Television live 2014

Television är ett amerikanskt rockband, bildat 1973 i New York.

## Historia
Gruppens originalmedlemmar var sångaren och gitarristen Tom Verlaine, gitarristen Richard Lloyd, basisten Richard Hell samt trummisen Billy Ficca. Speciellt kännetecknande för gruppens musik var det ringande gitarrspelet, där Lloyds mer konventionella rhythm & blues-stil flätades in i Verlaines mer utsvävande och friformiga gitarrslingor. Verlaine inspirerades bland andra av Love, Jimi Hendrix, Albert Ayler och John Coltrane. Till Lloyds influenser hör bland andra 13th Floor Elevators, bluesartister som Buddy Guy och 1960-talsgrupper som The Kinks och The Rolling Stones. Television anklagades ibland för att vara pretentiösa av andra artister inom punken, och bandet kallades ibland "The Grateful Dead of Punk" ("punkens Grateful Dead").  
Trots att bandet bara gav ut två album på lika många år så anses de idag vara en mycket inflytelserik grupp. Deras första album, Marquee Moon från 1977, räknas ofta inte bara som ett av de viktiga startskotten för, utan också som en höjdpunkt inom punken. Musiken på Marquee Moon skiljer sig dock markant från den punk som framfördes av exempelvis Ramones, med låtar på omkring tre minuter och enkla, snabba gitarriff. Gitarrspelet på Marquee Moon är intrikat med influenser från jazzen, och många av låtarna innehåller långa solon, framförda av Tom Verlaine eller Richard Lloyd; på titelspåret turas de om solona. Episka kompositioner på över sju minuter (till exempel titelspåret) blandas med snabbare mer nerviga punklåtar (exempelvis öppningsspåret "See No Evil"). Med tiden har Marquee Moon ofta kommit att betraktas som en av de bästa och mest inflytelserika albumen som någonsin spelats in; tidningen Rolling Stone placerade år 2003 Marquee Moon på plats 128 på dess lista över de 500 bästa albumen någonsin. På tidningens uppdaterade lista från 2020 placerades albumet på plats 107.
Marquee Moon följdes upp av Adventure 1978. Adventure får sägas ha en stillsammare och mer eftertänksam stil, och det för Marquee Moon så distinkta gitarrsoundet har tonats ner till förmån för ett mer introspektivt och "mjukare" ljudlandskap. Richard Lloyd medverkar enbart på ett fåtal av albumets låtar. Adventure spänner över drömska sekvenser som "The Dream's Dream", till mer traditionella poplåtar med nervigt och klingande gitarrspel, till exempel "Days". 
Television splittrades 1978, men återförenades 1992. Gruppen släppte sitt tredje album, Television, och gav sig ut på en längre turné. Många låtar präglas av samma gitarrdueller som på Marquee Moon och Adventure. Gruppen lade dock ner redan nästa år, varefter de låg lågt fram till 2001 då de förenades på nytt. 2007 ersattes Richard Lloyd av gitarristen Jimmy Rip. Tom Verlaine avled år 2023.
I likhet med The Velvet Underground anses Televisions inflytande på så kallad alternativ rockmusik ha varit stort. Grupper som Felt, New Order, R.E.M., U2, Echo and The Bunnymen, The Smiths och Sonic Youth har alla inspirerats av Television.

## Medlemmar
Nuvarande
- Billy Ficca – trummor (1973–)
- Fred Smith – basgitarr, sång (1975–)
- Jimmy Rip – gitarr (2007–)

Tidigare
- Tom Verlaine – sång, gitarr, keyboard (1973–2023)
- Richard Lloyd – gitarr, sång (1973–2007)
- Richard Hell – basgitarr, sång (1973–1975)

## Diskografi

### Studioalbum
| 1977                                                | Marquee Moon - Utgivning: Februari 1977 - Skivbolag: Elektra | 28 | 23 |
| 1978                                                | Adventure - Utgivning: April 1978 - Skivbolag: Elektra       | 7  | —  |
| 1992                                                | Television - Utgivning: 1992 - Skivbolag: Capitol            | —  | 37 |
| "—" betecknar ett album som inte gick in på listan. |                                                              |    |    |

### Livealbum
| År   | Information                                                         | Övrigt                                                        |
| ---- | ------------------------------------------------------------------- | ------------------------------------------------------------- |
| 1982 | The Blow-Up - Utgivning: 1982 - Skivbolag: ROIR                     | - Inspelat live 1978                                          |
| 2003 | Live at the Academy, 1992 - Utgivning: 2003 - Skivbolag: Ohoo Music | - Inspelat live i New York den 4 december 1992                |
| 2003 | Live at the Old Waldorf - Utgivning: 2003 - Skivbolag: Rhino        | - Inspelat live i Old Waldorf, San Francisco den 29 juni 1978 |

### Samlingsalbum
| År   | Information                                                                                              |
| ---- | --- |
| 1998 | The Best of Television & Tom Verlaine - Utgivning: 3 april 1998 - Skivbolag: Phantom Import Distribution |

### Singlar
| År   | Titel                               | Högsta placeringar | Högsta placeringar | Album        |
| År   | Titel                               | UK                 | US Alt.            | Album        |
| ---- | ----------------------------------- | ------------------ | ------------------ | ------------ |
| 1975 | "Little Johnny Jewel"               | —                  | —                  | Inget album  |
| 1977 | "Marquee Moon"                      | 30                 | —                  | Marquee Moon |
| 1977 | "Prove It" B-sida "Venus"           | 25                 | —                  | Marquee Moon |
| 1978 | "Foxhole" B-sida "Careful"          | 36                 | —                  | Adventure    |
| 1978 | "Glory" B-sida "Ain't That Nothin'" | —                  | —                  | Adventure    |
| 1992 | "In World"                          | —                  | —                  | Television   |
| 1992 | "Call Mr. Lee"                      | —                  | 27                 | Television   |
| 1992 | "The Revolution"                    | —                  | —                  | Inget album  |